# Isidier
Isidier är asexuella förökningskroppar hos lavar, bestående av barkklädda utskott från bålen.